# Бръшлян (село)
 Тази статия е за селото в Странджа.  За селото в Русенско вижте Бръшлен (село).  
Бръшля̀н е село в Югоизточна България, община Малко Търново, област Бургас. Името на селото до 1934 г. е Сармашик (Сърмашик) и е увековечено в химна на Странджа планина – песента „Ясен месец веч изгрява“.

## География
Село Бръшлян се намира на 62 km южно от центъра на областния град Бургас и на 14 km северозападно от общинския център Малко Търново. Разположено е по полегатия североизточен склон в северната част на странджанския Граничен рид (срещан и с наименованието Гранично било). Течащите източно и западно от селото малки местни реки събират след него водите си като десен приток на течащата на около 3 – 4 km северно река Велека. Надморската височина в центъра на селото при църквата е около 318 m.
Общински път свързва Бръшлян с минаващия на около километър североизточно първокласен републикански път I-9 (Европейски път Е87), водещ на север през село Звездец към Бургас, а на юг – през Малко Търново до границата с Република Турция при ГКПП Малко Търново.
Землището на село Бръшлян граничи със землищата на: село Звездец на запад и север; село Стоилово на изток; град Малко Търново на югоизток. На юг и югозапад землището на село Бръшлян граничи с Република Турция.
Населението на село Бръшлян, наброявало 503 души при преброяването към 1934 г. и 494 към 1946 г., намалява до 117 към 1975 г. и 52 (по текущата демографска статистика за населението) към 2021 г.

## История
Село Сърмашик възниква през 17 век, когато жителите на трите махали Юртет, Селище и Живак (тракийското му име е Кикон (Кикос), от трак. език Кик – Живак. Според древна легенда в него е роден певецът Орфей) се заселват в Долната махала, най-старата част на селото. То се споменава в османски данъчни регистри от втората половина на 17 век, а през 19 век е голям животновъден център. Жители на селото участват в Хетерията от 1821. През селото е преминавал и Васил Левски, като къщата, в която е нощувал, е запазена и днес.
В Сърмашик се развива Сърмашишката афера, предшествала Преображенското въстание. На 2 април 1903 г. част от чета на Вътрешната македоно-одринска революционна организация е предадена от двама гърци, след което е обградена от османски военни части в Балювата къща (днес архитектурен и исторически паметник), като загиват войводата на четата Пано Ангелов и четникът Никола Равашола, а другите трима си пробиват път за изтегляне, хвърляйки няколко гранати. Турците дават 15 жертви. Жителите на селото участват активно и в самото въстание. В периода 1901 – 1903 г. осъдени за революционна дейност са Стойчо Пеев, Градю А. Кобарелов, Купен Димитров, Атанас Анигностов, Балю Тодоров, Никола П. Василев, Дико Дапчев, поп Ангел Панайотов, Желязко Стойчев, Стоян Тончев, Тодор Стоянов, Русин Цветков, Вълчо Русинов, Киро Тодоров, Иван Ангелов и Димитър Ст. Зъмбов.
При потушаването на въстанието Сърмашик силно пострадва. Всичките 150 къщи са ограбени, а населението е избягало.
Село Сърмашик е присъединено към България през 1913 г. след Балканската война. От средата на 20 век голяма част от жителите на селото се изселват към Малко Търново, а по-късно и към Бургас. От 650 души през 1926 г., към 2022 г. населението е намаляло на около 50 души. Много от жителите на Малко Търново са от Бръшлян – наричат ги „сърмашичани“ по старото име на селото.

## Население

### Етнически състав
Преброяване на населението през 2011 г.
Численост и дял на етническите групи според преброяването на населението през 2011 г.:
|                     | Численост |
| Общо                | 44        |
| Българи             | 42        |
| Турци               | -         |
| Цигани              | -         |
| Други               | -         |
| Не се самоопределят | -         |
| Неотговорили        | -         |

## Обществени институции
Изпълнителната власт в село Бръшлян към 2022 г. се упражнява от кметски наместник.
В село Бръшлян към 2022 г. има:
- православна църква „Свети Димитър“;[8]
- Тракийско дружество;
- Дружество за защита на природното и историческо наследство „Бръшлян“.

## Забележителности
От 1982 г. цялото село Бръшлян е архитектурен и исторически резерват, като в него са запазени автентични къщи, характерни за странджанската архитектура от 18-19 век. 76 къщи са архитектурни паметници на културата, 9 от тях – с национално значение. Смята се, че най-старата къща в селото е строена през 17 век.
С усилията на местното Дружество за защита на природното и историческо наследство „Бръшлян“ и кметството са реставрирани килийното училище (функционирало през 1871 – 1877 г.), параклисите „Св. Пантелеймон“, „Св. Петка“ и „Св. Лефтера“, камбанарията на църквата „Св. Димитър“ (края на 17 век) и е организирана етнографска сбирка и музей на открито на традиционното земеделие. На няколко километра от селото има следи от долмени и тракийски светилища.
Село Бръшлян се намира в границите на Природен парк „Странджа“, а част от землището на селото е в резервата Витаново и долината на река Велека. В землището е и пъстървовия рибарник на река Катун.

## Редовни събития
Всяка година в началото на август, обикновено около 8-и, се провежда селският събор, който продължава два дни. Идват гости от цялата страна, играят се хора, организират се борби.

## Личности
Родени в Бръшлян
- Ангел Панайотов, деец на ВМОРО
- Атанас Желязков Митрев (1876 – след 1943), български революционер, деец на ВМОРО от 1903 година; осъден от османските власти на 4 години, лежи до амнистията в Синап кале; на 16 април 1943 година като жител на Скеф подава молба за българска народна пенсия, която е одобрена и пенсията е отпусната от Министерския съвет на Царство България[14]
- Васил Мръчков (р. 1934), юрист и политик, главен прокурор
- Сава Попсавов (1923 – 2008), народен певец

Починали в Бръшлян
- Никола Равашола (1863 – 1903), четник в четата на Пано Ангелов
- Пано Ангелов (1879 – 1903), български революционер, деец на ВМОРО

## Галерия
- Църквата „Свети Димитър“.
- Музейна експозиция в килийното училище

## Други
Залив Бръшлян на остров Смит в Антарктика е наименуван на селото.